# 일본의 개신교
일본의 개신교는 수치상 509,668명이며 이는 일본 전체 인구의 약 0.4%를 차지하는 소수 종파로 이루어진다. (나라별 개신교)

## 교파
모든 주요 전통 개신교파
- 침례교
- 국제 사중 복음교회
- 참예수교회
- 오순절교회
- 제7일 안식일 예수 재림교회
- 루터교회
- 성공회[1]
- 감리교, 장로교[2]
- 메노나이트[3]
- 구세군
- 예수 그리스도 후기 성도 교회 등.

## 역사
제 2차 세계대전 이후 미국 주도의 연합군의 영향력 아래서 복음주의 활동히 활발해져 1945년에서 1960년까지 성장이 있었다. 그 예로서 1967년에 United Church of Christ in Japan 명의로 제 2차 세계대전 동안의 책임을 고백하여 전후 교회의 본질을 명확히 하였다. 또한 1968년에는 Japan Evangelical Association이 설립되었으며 1969년에는 Japan Bible Society에서 독자적인 활동을 하게 되었다.
조사에 따르면 도쿄에만 3,000개의 개신교회들이 있으며 일본 전체에는 7,700개의 개신교회가 있다.

## 같이 보기
- 일본의 기독교
- 일본 성공회
- 일본 정교회
- 일본 가톨릭교회